# Charles Louis Marie Armez
Pour les articles homonymes, voir Armez.
Charles Louis Marie Armez est un homme politique français né le 2 décembre 1799 à Vannes (Morbihan) et mort le 11 septembre 1882 à Plourivo (Côtes-du-Nord).

## Biographie
Il est député des Côtes-du-Nord de 1834 à 1848, siégeant d'abord au tiers-parti, puis dans la majorité soutenant les ministères. Il est le fils de Nicolas Armez et le père de Louis Armez, députés.

## Sources
- « Charles Louis Marie Armez », dans Adolphe Robert et Gaston Cougny, Dictionnaire des parlementaires français, Edgar Bourloton, 1889-1891 [détail de l’édition]